# Nilgiri
Hribovje Nilgiri je del Zahodnih Gatov v severozahodnem Tamil Naduju, južni Karnataki in vzhodni Kerali v Indiji. Je na stičišču treh držav in povezujejo Zahodne Gate z Vzhodnimi Gati. Vsaj 24 vrhov gorovja Nilgiri je višjih od 2000 metrov, najvišji vrh pa je Dodabeta z 2637 metri.

## Etimologija
Beseda Nilgiri, izhaja iz sanskrtskih besed neelam (modra) + giri (gora), je v uporabi vsaj od leta 1117 n. št. V tamilski literaturi se omenja kot Iranijamutam. Menijo, da so modrikasti cvetovi kurinjijevega grmovja (Strobilanthes kunthiana) povzročili ime.

## Lokacija
Hribovje Nilgiri je ločeno od planote Karnataka na severu z reko Mojar.
Trije narodni parki mejijo na dele hribovja Nilgiri. Narodni park Mudumalai leži na severnem delu območja, kjer se srečajo Kerala, Karnataka in Tamil Nadu, in pokriva površino 321 km². Narodni park Mukurthi leži na jugozahodnem delu območja v Kerali in pokriva površino 78,5 km², ki vključuje nedotaknjen mozaik šola-travnikov, življenjski prostor za Nilgirskega tahra. Narodni park Silent Valley leži tik na jugu in meji na ta dva parka ter pokriva površino 89,52 km².

## Ohranjanje
Hribovje Nilgiri je del biosfernega rezervata Nilgiri (ki je del Unescove svetovne mreže biosfernih rezervatov) in je del zaščitenih bioloških rezervatov v Indiji.

## Zgodovina
Visoke stepe hribovja Nilgiri so bile poseljene že v prazgodovini, kar dokazuje veliko število artefaktov, ki so jih izkopali bagri. Posebno pomembno zbirko iz regije je mogoče videti v Britanskem muzeju, vključno s tistimi, ki so jih zbrali kolonialni častniki James Wilkinson Breeks, major M. J. Walhouse in Sir Walter Elliot.
Prvo zabeleženo uporabo besede Nila, ki se uporablja za to regijo, je mogoče izslediti v letu 1117. V poročilu generala Višnuvardhane, kralja Hojsala, ki je glede svojih sovražnikov trdil, da je »prestrašil Todaje, pregnal Konge v ilegalo, zaklal Poluve, usmrtil Malejale, prestrašil poglavarja Kala Nirpala in nato nadaljeval ponuditi vrh gore Nila (verjetno vrh Dodabeta ali Rangasvami v Peranganadu v vzhodnem Nilgirisu) Lakšmi, boginji bogastva. Neelagiriju je pred letom 1117 n. št. vladal kralj Baduga Kala Raja.«
Junaški kamen (Veragalu) s kanareškim napisom v Vazhaithotamu (Bale thota) v okrožju Nilgiri je bil odkrit iz 10. stoletja našega štetja. Kanareški napis kralja Hojsale Balale III. (ali njegovega podrejenega sina Madhave Danajake) iz 14. stoletja je bil odkrit v templju Šiva (ali Višnu) v Nilagiri Sadarana Kote (današnji Danajakana Kote), blizu stičišča rek Mojar in Bhavani, vendar je bil tempelj od takrat potopljen z jezom Bhajani Sagar.
Leta 1814 sta se podpomočnik po imenu Keys in vajenec po imenu McMahon v okviru Velikega trigonometričnega raziskovanja povzpela na hribe prek prelaza Danainkeucotah (Danajakana Kote), prodrla v najbolj oddaljene dele, naredila načrte in poslala poročila o svojih odkritjih. Kot rezultat teh pripovedi sta se gospoda Whish in Kindersley, dva mlada civilista iz Madrasa, podala v zasledovanje nekaterih kriminalcev, ki so se zatekli v gore in nadaljevala z opazovanjem notranjosti. Kmalu sta videla in občutila dovolj ugodne klime in terena, da sta vzbudila lastno radovednost in radovednost drugih.
Po zgodnjih 1820-ih so se hribi hitro razvijali pod Britanskim Rajem, ker je bila večina zemlje že v zasebni lasti britanskih državljanov. To je bil priljubljen poletni in vikend izlet za Britance v kolonialnih dneh. Leta 1827 je Ooty postal uradni sanatorij in poletna prestolnica predsedstva Madras. Zgrajenih je bilo veliko vijugastih hribovskih cest. Leta 1899 so vplivni in podjetni britanski državljani s tveganim kapitalom vlade Madrasa dokončali gorsko železnico Nilgiri.
V 19. stoletju, ko je British Straits Settlement poslal kitajske obsojence v zapor v Indijo, so se Kitajci po izpustitvi naselili v hribovju Nilgiri blizu Naduvatama in se poročili s tamilskimi paraijankami, z njimi pa so imeli mešane kitajsko-tamilske otroke. Dokumentiral jih je Edgar Thurston.

## Vrhovi v Nilgirisu
Najvišja točka v Nilgirih in južni obseg pogorja je vrh Dodabeta (2637 metrov), 4 km vzhodno jugovzhodno od Udhagamandalama.11°24′10″N 76°44′14″E / 11.40278°N 76.73722°E
Tesno povezani vrhovi na zahodu pogorja Dodabeta in bližnji Udhagamandalam vključujejo:
- Kolaribeta: višina: 2630 metrov
- Makurni (2594 m)
- Hekuba: 2375 metrov
- Katadadu: 2418 metrov
- Kulkudi: 2439 metrov

Snovdon (višina: (2530 metrov) 11°26′N 76°46′E / 11.433°N 76.767°E je severni obseg pogorja. Club Hill (2448 metrov) in Elk Hill (2466 metrov) 11°23′55″N 76°42′39″E / 11.39861°N 76.71083°E so pomembne vzpetine v tem območju. Snovdon, Club Hill in Elk Hill z Dodabeto tvorijo impresivno dolino Udhagamandalam.
Devašola (višina: 2261 metrov), znana po svojih modrih gumijevih drevesih, je na jugu pogorja Dodabeta.
Kulakombai (1707 metrov) je vzhodno od Devašole. Od tu se raztezata dolina Bhavani in Lambtonov vrh v okrožju Coimbatore.
Mutunadu Beta (višina: 2323 metrov) 11°27′N 76°43′E / 11.450°N 76.717°E je približno 5 km, severozahodno od Udhagamandalama. Tamrabetta (Coppery Hill) (višina: 2120 metrov) 11°22′N 76°48′E / 11.367°N 76.800°E je približno 8 km jugovzhodno od Udhagamandalama. Vellangiri (Srebrni hrib) (2120 metrov) je 16 km zahodno-severozahodno od Udhagamandalama.

## Slapovi
Najvišji slap Kolakambai, severno od hriba Kolakambai, ima neprekinjen padec 120 m. V bližini je 46 m slap Halašana. Drugi najvišji je slap Catherine, blizu Kotagirija, s padcem 76 m, poimenovan po ženi M. D. Cockburna, za katerega se domneva, da je v hribovje Nilgiri postavil nasade kave. Zgornji in Spodnji slap Pikara imata padca 55 m oziroma 61 m. Slapovi Kalhatti, visoki 52 m, so ob Segur Peaku. Slap Karteri blizu Aruvankaduja je imel prvo elektrarno, ki je prvotno tovarno Cordite oskrbovala z elektriko. Law's Fall, blizu Coonorja, je zanimiv zaradi svoje povezanosti z inženirskim majorjem G. C. Lawom, ki je nadzoroval gradnjo ceste Coonor Ghat.

## Rastlinstvo in živalstvo
Več kot 2800 vrst cvetočih rastlin, 160 vrst praproti in sorodnic praproti, nešteto vrst rastlin brez cvetov, mahov, gliv, alg in kopenskih lišajev najdemo v šolah Nilgiris. Nobena druga hribovska postaja nima toliko vrst. Tu živijo tudi sesalci, kot so bengalski tiger, indijski slon, indijski leopard, jelen čital, gaur, jelen zambar, močvirski jelen, zlati šakal, indijski merjasec, Nilgiri tahr, indijski pegasti jelen, indijska antilopa, azijska cibetovka, medved šobar, štiriroge antilope, nilgirske kune, indijskega grebenasti ježevec, malabarske velikanske veverice, medonosni jazbec, indijski sivi mungos, indijski pasavec, indijska lisica, gladkodlaka vidra in zlati makak. Indijski piton, kraljeva kobra, bengalski modras, indijska kobra, malabarski gad, nilgirska kobra, orientalski vrtni kuščar, Whitakerjeva peščena boa in roparski krokodil so plazilci, ki jih najdemo tukaj. Med primate sodijo levjirepi makak, nilgirski langur, sivi langur in zlati makaki. Ptice, ki jih najdemo tukaj, so indijski pav, nilgirski smejoči se drozg, nilgirska muharica, siva džungelska kokoš, malabarski pegasti kljunorožec, malabarski papagaj, veliki kljunorožec, nilgirski golob grivar, indijski jastreb, črnoglavi oriol, sivoglavi bulbul in malabarski sivi kljunorožec. Dvoživke na seznamu so škrlatna žaba, žaba Raorchestes silentvalley, malabarska jadralna žaba, Beddomixalus in mnoge druge. To je edino mesto v južni Indiji, kjer živi beli tiger.
Prevladujoča vrsta habitata je tropski deževni gozd. Tukaj najdemo tudi gorske gozdove in tropske vlažne gozdove. Velik del gozdnih habitatov je bil močno prizadet ali uničen zaradi ekstenzivnih nasadov čaja, lahkega dostopa z motornimi vozili, obsežnega komercialnega sajenja in nabiranja nasadov tujerodnega evkaliptusa in akacije (Acacia dealbata, Acacia mearnsii) ter paše goveda. Območje ima tudi eno veliko in več manjših hidroelektrarn. Škotska metla (Cytisus scoparius) je postala ekološko škodljiva invazivna vrsta.
Ogrožene rastline Nilgirisa so:
- Ranljive vrste: Miliusa nilagirica, Nothapodytes foetida, Commelina wightii
- Redke vrste: Ceropegia decaisneana, Ceropegia pusilla, Senecio kundaicus
- Ogrožene vrste: Youngia nilgiriensis, Impatiens neo-barnesii, Impatiens nilagirica, Euonymus angulatus in Euonymus serratifolius.[20]

- Divji konj v borovem gozdu
- Vestalis submontana, endemična za Nilgiri
- Čreda indijskih bizonov - Gaur v narodnem parku Mudumalai